# 硫化タングステン(IV)
硫化タングステン(IV)（りゅうかタングステン、英: Tungsten(IV) sulfide）は、タングステンと硫黄が化合した無機化合物で、化学式WS2で表される。天然には硫化タングステン鉱（英: tungstenite）として存在する。一般的には二硫化タングステンと呼ばれる。

## 結晶構造
硫化モリブデン(IV)のような層状結晶構造をとり、タングステン原子は三方晶プリズム形の配位圏をとる。そのため摩擦特性などは硫化モリブデン(IV)に近いものとなる。

## 製造法
素材としての硫化タングステン(IV)はタングステンと硫黄を合成して人工的に製造される。殆どの硫化モリブデン(IV)は輝水鉛鉱を粉砕、精製して製造される天然由来のものであるため、それらに比べると安定した品質のものが得られる。当然ながら価格は硫化モリブデン(IV)よりも高価なものとなる。

## 性質
分子量は248.02で、加圧されると電気抵抗が小さくなる半導体の性質を持っている。また、薬品への耐性が強く、塩酸などの比較的弱い酸や、水酸化ナトリウム水溶液のようなアルカリにはほとんど腐食されない。
高負荷に対する耐久性、-273℃～450℃ の温度範囲で潤滑剤として機能、不活性、無機、無毒、などの特性があります。

## 用途
脱硫の触媒や、高温など潤滑油が使えない場合には固体の潤滑剤として使われる。また、薄いトランジスタの材料としても使われる。
グリース，ペースト，油への添加剤，プラスチックへの充填剤や乾燥被膜，金属系複合材としても使われる。